# Ciencia ciudadana

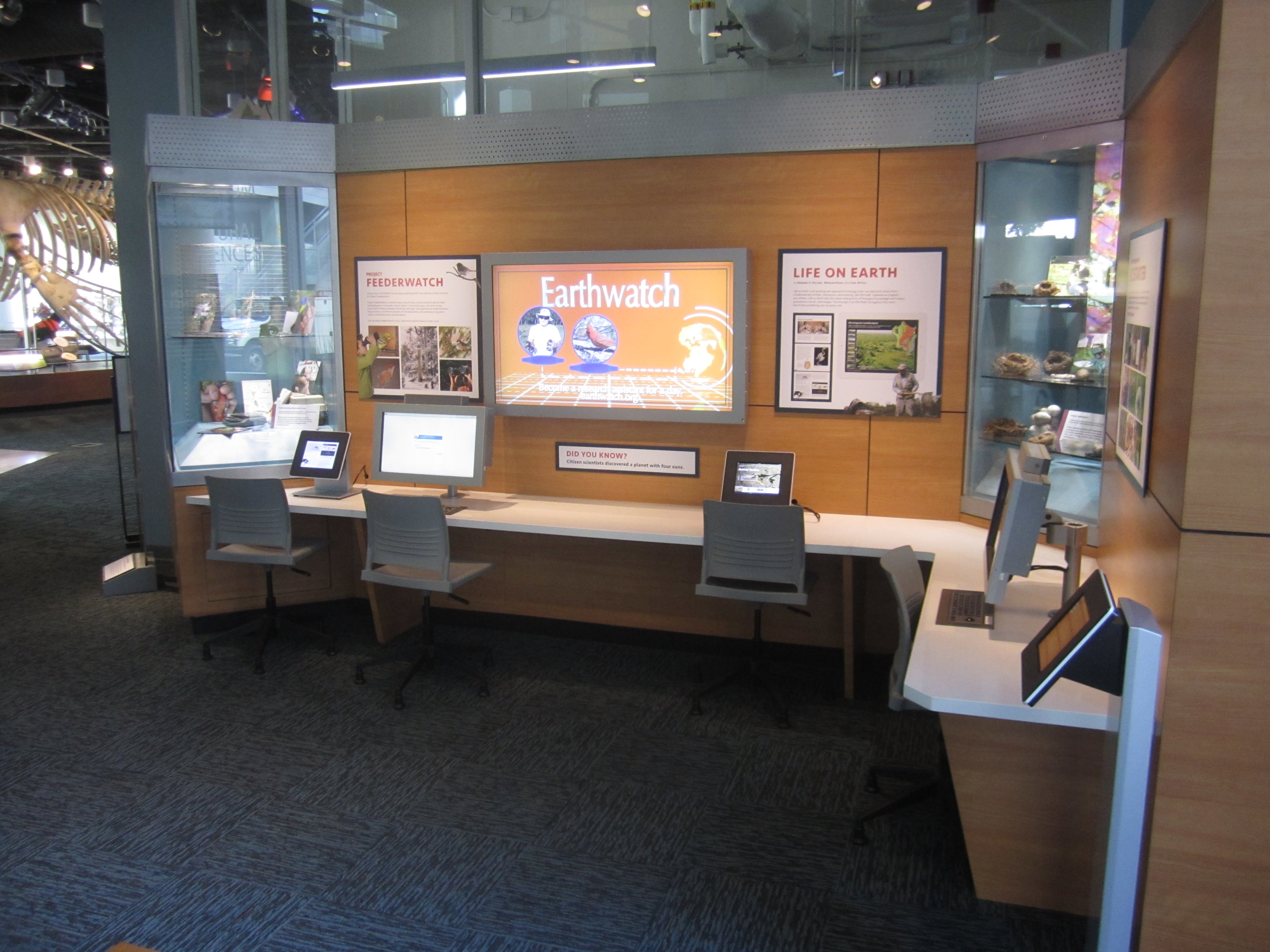
Exhibición del Centro de Ciencia Ciudadana en el ala del Centro de Investigación de la Naturaleza del Museo de Ciencias Naturales de Carolina del Norte.

La ciencia ciudadana se refiere a la investigación científica que cuenta con la implicación activa del público no especializado junto con científicos y profesionales. Puede incluir docentes, estudiantes, voluntarios, activistas y científicos amateurs, entre otros. Formalmente, la ciencia ciudadana ha sido definida como «la recopilación y análisis sistemático de datos, el desarrollo de la tecnología, las pruebas de los fenómenos naturales, y la difusión de estas actividades por los investigadores sobre una base principalmente vocacional».

## Definición
El documento Green Paper on Citizen Science: Citizen Science for Europe describe la Ciencia Ciudadana como:

el compromiso del público general en actividades de investigación científica; cuando los ciudadanos contribuyen activamente a la ciencia con su esfuerzo intelectual o dando soporte al conocimiento con sus herramientas o recursos. Los participantes proveen datos experimentales o equipos a los investigadores. Los voluntarios, a la vez que aportan valor a la investigación, adquieren nuevos conocimientos o habilidades, y un mejor conocimiento del método científico de una manera atractiva. Como resultado de este escenario abierto, colaborativo y transversal, las interacciones entre ciencia-sociedad-políticas investigadoras mejoran, conduciendo a una investigación más democrática, basada en la toma de decisiones basada en evidencias informadas surgidas del método científico, total o parcialmente, por parte de científicos amateur o no profesionales.

El proyecto Socientize publicó en 2014 el documento White Paper on Citizen Science, en el que propone diversos modelos de participación pública en la ciencia. Estos incluyen la aportación de recursos (computacionales o de captación de datos), la recopilación de datos experimentales, el análisis de datos científicos, la participación en juegos experimentales para estudiar el comportamiento humano, la colaboración en espacios físicos y la realización de experimentos de inteligencia colectiva.
Entre sus recomendaciones, el documento destaca la necesidad de que las autoridades políticas impulsen una mayor integración del público en la ciencia mediante hojas de ruta compartidas a nivel europeo, estatal y regional. Para lograrlo, se propone aumentar la financiación destinada a la ciencia ciudadana y promover su incorporación en todos los proyectos de investigación financiados con fondos públicos.
Asimismo, se sugiere integrar las prácticas experimentales en los programas educativos y desarrollar modelos de reconocimiento tanto para los investigadores como para los ciudadanos que participan en estos procesos colaborativos, los cuales, aunque efectivos, requieren esfuerzo y aún carecen de un reconocimiento adecuado.
La ciencia ciudadana es una de las formas por las cuales se puede promover la educación científica y educación ambiental, utilizando tecnologías de la información y la comunicación para generar proyectos de base local.

## Características
De acuerdo con la UNESCO, la ciencia ciudadana y participativa se caracteriza por ser un modelo de investigación científica en el que participan científicos no profesionales, aplicando metodologías científicas válidas y, a menudo, colaborando con programas científicos oficiales o con científicos profesionales. Su desarrollo se ha facilitado por el uso de plataformas web, redes sociales y software de código abierto, como aplicaciones móviles.
Esta definición resalta cuatro elementos clave:
- Inclusividad de iniciativas: Abarca una amplia gama de proyectos, desde monitoreos comunitarios (calidad del agua o aire) hasta mapeos voluntarios y procesos de co-construcción de conocimiento en problemáticas locales.

- Diversidad en participación y metodologías: Involucra múltiples modelos de participación, disciplinas y enfoques, enmarcándose dentro de un esfuerzo interdisciplinario amplio.

- Apertura a agentes sociales más allá de la comunidad científica tradicional: La participación puede darse como colaboración o dirección de científicos profesionales, con motivaciones diversas, desde el interés en contribuir con la investigación hasta el compromiso con la resolución de problemas locales.

- Producción de conocimiento científico riguroso: Se enfatiza la generación de conocimiento novedoso mediante metodologías científicas válidas y la participación abierta de actores interesados.

## Clasificación
Los proyectos de ciencia ciudadana pueden clasificarse en función de su tipo de participación voluntaria en:
- Proyectos contributivos: los participantes contribuyen en la recopilación de datos y puntualmente ayudan a analizarlos y difundir resultados.
- Proyectos colaborativos: los participantes también analizan muestras y en ocasiones ayudan a diseñar el estudio, interpretar los datos, sacar conclusiones o difundir los resultados.
- Proyectos cocreados: también conocida como ciencia ciudadana extrema en la que los participantes colaboran en todas las etapas del proyecto, incluyendo definición de preguntas, desarrollo de hipótesis, discusión de resultados y respuesta a nuevas preguntas.
- Aprendizaje basado en proyectos: los participantes son estudiantes supervisados por educadores u otros adultos.[8]

## Ciencia ciudadana alrededor del mundo

### África

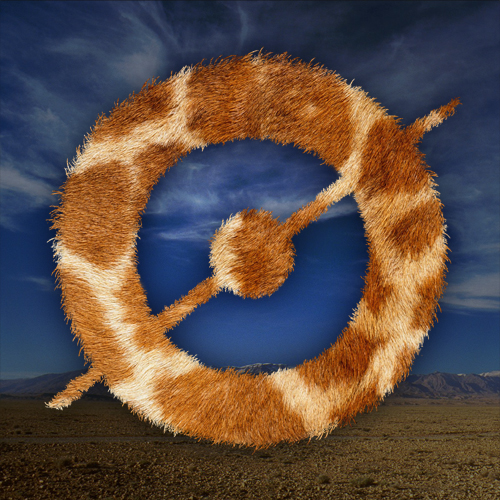
Snapshot Serengeti clasifica animales en el Parque nacional Serengeti en Tanzania

- En Sudáfrica (SA), los proyectos de ciencia ciudadana incluyen: el Sistema de puntuación de evaluación de corrientes (miniSASS) que "fomenta una mejor gestión de cuencas para la seguridad del agua en una sociedad estresada por el clima".[9]
- El Instituto Nacional de Biodiversidad de Sudáfrica se asoció con iNaturalist como una plataforma para observaciones de biodiversidad utilizando fotografía digital y tecnología de geolocalización para monitorear la biodiversidad. Tales asociaciones pueden reducir la duplicación de esfuerzos, ayudar a estandarizar los procedimientos y hacer que los datos sean más accesibles.
- También en SA, "Miembros del público, o 'científicos ciudadanos' están ayudando a investigadores de la Universidad de Pretoria a identificar las especies de hongos Phytophthora presentes en los fynbos".[10]
- En junio de 2016, expertos en ciencia ciudadana de todo el este de África se reunieron en Nairobi, Kenia, para un simposio organizado por la Asociación de Biología Tropical en colaboración con el Centro de Ecología e Hidrología del Reino Unido. El objetivo era "aprovechar el creciente interés y la experiencia en África Oriental para estimular nuevas ideas y colaboraciones en ciencia ciudadana". Rosie Trevelyan de TBA dijo: "Necesitamos mejorar nuestro conocimiento sobre el estado de las especies de África y las amenazas que enfrentan. Y los científicos no pueden hacerlo todo solos. Al mismo tiempo, la ciencia ciudadana es una forma extremadamente efectiva de conectar a las personas más de cerca con la naturaleza e involucrar a más personas en acciones de conservación".[11]
- El sitio web Zooniverse alberga varios proyectos africanos de CS, incluidos: Snapshot Serengeti, Wildcam Gorongosa y Jungle Rhythms.[12]
- Nigeria cuenta con el Ibadan Bird Club, cuyo objetivo es "intercambiar ideas y compartir conocimientos sobre las aves, y participar activamente en la conservación de las aves y la biodiversidad".[13]
- En Namibia, Giraffe Spotter.org es un "proyecto que proporcionará a las personas una plataforma de ciencia ciudadana en línea para las jirafas".[14]
- Dentro de la República del Congo, los territorios de un pueblo indígena han sido mapeados para que "la tribu Mbendjele pueda proteger los árboles preciados de ser talados por empresas madereras". Los Mbendjele utilizaron una aplicación de código abierto de Android llamada Sapelli, que los ayudó a mapear "sus tierras tribales y destacó los árboles que eran importantes para ellos, generalmente por razones medicinales o de importancia religiosa. Congolaise Industrielle des Bois luego verificó los árboles que la tribu documentó como valiosos y los eliminó de su programa de corte. La tribu también documentó actividades ilegales de tala y caza furtiva".[15]
- En África Occidental, la ciencia ciudadana ayudó en parte a la erradicación del reciente brote de la enfermedad por el virus del Ébola. "Las comunidades aprendieron a evaluar los riesgos que plantea la enfermedad independientemente de los supuestos culturales previos, y el empirismo local permitió revisar, suspender o cambiar las reglas culturales a medida que surgían hechos epidemiológicos". "La ciencia ciudadana está viva y coleando en los tres países afectados por el ébola. Y si solo una fracción de la ayuda internacional dirigida a la reconstrucción de los sistemas de salud se redirigiese hacia el apoyo a la ciencia ciudadana, ese podría ser un memorial apropiado para quienes murieron en la epidemia".[16]

### Asia
- La Sociedad de Observación de Aves de Hong Kong se estableció en 1957 y es la única sociedad civil local cuyo objetivo es apreciar y conservar las aves de Hong Kong y su entorno natural.[17] Sus estudios de aves se remontan a 1958 y llevan a cabo una serie de eventos de ciencia ciudadana, como su censo anual de gorriones.[18]
- La asociación Bird Count India consta de un gran número de organizaciones y grupos involucrados en la observación de aves y estudios de aves. Coordinan una serie de proyectos de ciencia ciudadana, como el Atlas de aves de Kerala y el Atlas de aves de la ciudad de Mysore, que mapean la distribución y abundancia de aves de estados enteros de la India.[19]
- RAD@home Astronomy Collaboratory es una plataforma de investigación de ciencia ciudadana india en astronomía.[20][21][22] El colaboratorio se enfoca principalmente en hacer descubrimientos a partir de los datos nuevos y sensibles de TIFR GMRT Sky Survey (TGSS)  y darles seguimiento con el Radiotelescopio Gigante de Ondas Metálicas, un pionero de SKA, a través del ciclo continuo aprobado por el Comité de Asignación de Tiempo GMRT. proyecto GMRT Observación de objetos descubiertos por RAD@home Astronomy Collaboratory (GOOD-RAC).[23][24][25]
- La Red de observación de animales atropellados en Taiwán, fundada en 2011 y compuesta por más de 16.000 miembros a partir de 2019, es un proyecto de ciencia ciudadana en el que se fotografían animales atropellados en Taiwán y se envían al Instituto de Investigación de Especies Endémicas para su estudio. Su objetivo principal ha sido establecer un camino ecológico para mitigar los desafíos de los atropellos y popularizar el discurso nacional sobre temas ambientales y la participación civil en la investigación científica.[26] Los miembros de la Red de Observación de Atropellos de Taiwán se ofrecen como voluntarios para observar los cadáveres de los animales causados por atropellamientos u otros motivos en Taiwán, y suben imágenes y ubicaciones geográficas de los atropellos a una base de datos de Internet o envían los cadáveres a la Investigación de Especies Endémicas para hacer especímenes. Debido a que los miembros provienen de diferentes áreas de la isla, la recopilación de datos también sirve como un mapa de distribución de animales de la isla. De acuerdo con los datos geográficos y las imágenes de animales muertos recopilados por los miembros, la comunidad misma y el patrocinador del Centro de Especies Endémicas pudieron averiguar los puntos críticos y las causas de la muerte de los animales. En 2014, que algunos científicos ciudadanos descubrieron aves que murieron por causas desconocidas cerca de un área agrícola, luego la Red de Observación de Atropellos de Taiwán cooperó con la Universidad Nacional de Ciencia y Tecnología de Pingtung y contrató a científicos ciudadanos para recolectar cadáveres de aves. Los voluntarios recogieron 250 cadáveres de aves para las pruebas de laboratorio, que confirmaron que las muertes de aves eran atribuibles a los pesticidas utilizados en los cultivos. Esto llevó al gobierno taiwanés a restringir los pesticidas, y la enmienda a la Ley de Manejo de Pesticidas, que establece un sistema de control de pesticidas, fue aprobada después de la tercera lectura en el Yuan Legislativo.[27]
- El Proyecto AirBox se lanzó en Taiwán para crear un ecosistema participativo centrado en el monitoreo de partículas PM2,5 con dispositivos de cajas de aire. A fines de 2014, el público prestó más atención al nivel de PM2,5 porque el problema de la contaminación del aire empeoró, especialmente en el centro y sur de Taiwán. El alto nivel de PM2,5 es perjudicial para la salud humana, por lo que despertó la preocupación pública y generó un intenso debate sobre las fuentes de contaminación del aire.[28]
- Japón tiene una larga historia de participación en la ciencia ciudadana, la tradición de 1200 años de recopilar registros sobre la floración de los cerezos probablemente sea el proyecto de ciencia ciudadana más antiguo del mundo.[29] Uno de los proyectos de ciencia ciudadana más influyentes también ha salido de Japón: Safecast . Dedicado a la ciencia ciudadana abierta para el medio ambiente, Safecast se estableció a raíz del desastre nuclear de Fukushima y produce sensores de hardware abierto para el mapeo de radiación y contaminación del aire. Presentar estos datos a través de una red global de datos abiertos y mapas.[30]

### Europa
Ejemplos de ONG de ciencia ciudadana con sede en Europa incluyen Biosphere Expeditions (Irlanda), Bürger schaffen Wissen, Citizen Science Lab en la Universidad de Leiden (Países Bajos), Ibercivis, Citizen-Science Austria. Otras organizaciones se pueden encontrar en el portal de Ciencia Ciudadana de la UE.

### América Latina

#### Brasil
- En 2015, el pueblo Asháninka de Apiwtxa, que cruza la frontera entre Brasil y Perú, comenzó a usar la aplicación de Android Sapelli para monitorear para monitorear actividades ilegales, como la caza y la deforestación, de manera más efectiva.[38]
- La plataforma y aplicación móvil 'Missions' desarrollada por IBM en su laboratorio de investigación de São Paulo con el Ministerio de Medio Ambiente e Innovación de Brasil (BMEI). Esta aplicación permite que los usuarios puedan subir fotos de plantas e ingresar sus características (como color y tamaño), compararla con una foto de catálogo y clasificarla. Los resultados de la clasificación son evaluados por calificaciones de colaboración colectiva.[39]
- Exoss Citizen Science es miembro de Astronomers Without Borders y busca explorar el cielo del sur en busca de nuevos meteoros y radiantes.  Los usuarios pueden informar sobre bolas de fuego de meteoritos cargando imágenes en una página web o mediante un enlace a YouTube.[40]
- El Sistema de Información sobre Biodiversidad Brasileña (SiBBr) fue lanzado en 2014 "con el objetivo de incentivar y facilitar la publicación, integración, acceso y uso de información sobre la biodiversidad del país".  Su objetivo inicial "era reunir 2,5 millones de registros de ocurrencia de especies de colecciones biológicas en Brasil y en el exterior hasta finales de 2016.[41]
- El Proyecto Megafauna Marina Brasileña (Iniciativa Pro Mar) está trabajando con la CSA europea hacia su objetivo principal, que es la "sensibilización de la sociedad sobre los problemas de la vida marina" y las preocupaciones sobre la contaminación y la sobreexplotación de los recursos naturales. Habiendo comenzado como un proyecto de monitoreo de mantarrayas, ahora se extiende al tiburón ballena y a la educación de escuelas y buzos dentro del área de Santos. Sus actividades en las redes sociales incluyen una transmisión en vivo de un curso de ciencia ciudadana para ayudar a los buzos a identificar la megafauna marina.[42]
- La aplicación llamada Plantix ha sido desarrollada por el Centro Leibniz para la Investigación del Paisaje Agrícola (ZALF) que ayuda a los agricultores brasileños a descubrir enfermedades de los cultivos más rápido y ayuda a combatirlas de manera más eficiente.[43]
- En la región forestal del Océano Atlántico en Brasil, la iniciativa Drugs From Dirt, con sede en la Universidad Rockefeller, busca encontrar bacterias que produzcan nuevos tipos de antibióticos.[44]

#### Chile
- En Chile, existe un proyecto para probar nuevas terapias contra el cáncer con científicos de la Fundación Ciencia para la Vida.[45]
- Seguimiento de la población del abejorro chileno.[46]
- Seguimiento de la mariquita invasora Chinita arlequín.[47]
- Recopilación de datos de agua de lluvia.[48]
- Seguimiento de diversas poblaciones de moscas polinizadoras.[49]
- Proporcionar información y datos de campo sobre la abundancia y distribución de varias especies de róbalos.[50]
- iNaturalist Chile, apoyada por el Ministerio del Medio Ambiente de Chile.

#### Colombia
- El Proyecto de Comunicaciones del Instituto Humboldt junto con la Organización para la Educación y Protección Ambiental iniciaron proyectos en los humedales bogotanos de Córdoba y El Burro.[51][52]
- En el Bosque Modelo de Risaralda, el 'proyecto de Ciencia Abierta y Colaborativa' Colombia promueve la participación ciudadana en investigaciones relacionadas con la adaptación del entorno local al cambio climático. El primer encuentro se realizó en el Santuario de Flora y Fauna Otún Quimbaya.[53]
- La Red Ciudadana de Monitoreo Ambiental (CLUSTER), con sede en la ciudad de Bucaramanga, busca involucrar a estudiantes más jóvenes en ciencia de datos, quienes se capacitan en la construcción de estaciones meteorológicas con repositorios abiertos basados en datos de software libre y hardware abierto.[54]
- El Simposio sobre Biodiversidad ha adaptado la herramienta iNaturalist para su uso en Colombia.[55]
- El Instituto Amazónico de Investigaciones Científicas Sinchi busca incentivar el desarrollo y difusión de conocimientos, valores y tecnologías sobre el manejo de los recursos naturales para los grupos étnicos de la Amazonía. Esta investigación debe promover el uso de esquemas de investigación de acción participativa y promover comunidades de participación.[56]
- Desde 2010, el Instituto de Biodiversidad del Pacífico (PBI) busca "voluntarios para ayudar a identificar, describir y proteger complejos de tierras silvestres y áreas sin carreteras en América del Sur". PBI "está comprometido en un proyecto ambicioso con nuestros socios conservacionistas de América Latina para mapear todas las tierras silvestres de América del Sur, evaluar su contribución a la biodiversidad global y compartir y difundir esta información".[57]

#### México
- Proyecto de ciencia ciudadana ha monitoreado datos de lluvia que están vinculados a un proyecto de pago hidrológico por servicios ecosistémicos .
- La Comisión Nacional para el Conocimiento y Uso de la Biodiversidad (Conabio) promueve la ciencia ciudadana sosteniendo desde 2004 plataformas como aVerAves (basada en el proyecto Ebird) y Naturalista (basada en iNaturalist) y ha realizado un encuentro virtual desde el Consejo de Investigaciones.[1][58]
- El colectivo BCSicletos ejemplifica cómo la sociedad civil puede generar datos científicos relevantes para la toma de decisiones en políticas públicas. A través de un monitoreo participativo de la calidad del aire, el grupo recopila información sobre contaminantes en La Paz, Baja California Sur, utilizando herramientas accesibles y metodologías validadas.[59]
- El proyecto TuRuta, liderado por Codeando México y el Equipo Humanitario de OpenStreetMap, involucró a la comunidad en la recolección, análisis y uso de datos para mapear y mejorar el transporte público en Zamora y Jacona. Gracias a este esfuerzo, se documentaron rutas, tarifas y unidades disponibles, proporcionando información clave para la toma de decisiones en movilidad.[60][61]
- iNaturalist es una comunidad global de naturalistas, científicos y público en general que contribuyen con observaciones de flora y fauna. Gracias a la identificación colaborativa de especies, esta información es utilizada en diversas aplicaciones como conservación, educación, agricultura y salud.[62][63]